# باکای دیباسی
باکای دیباسی (انگلیسی: Bakaye Dibassy؛ زادهٔ ۱۱ اوت ۱۹۸۹) بازیکن فوتبال اهل فرانسه است.
وی همچنین در تیم ملی فوتبال مالی بازی کرده‌است.